# Jaim Herzog
Jaim "Vivian" Herzog (Belfast, Irlanda del Norte, Reino Unido; 17 de septiembre de 1918-Jerusalén, Israel; 17 de abril de 1997) fue el sexto presidente de Israel (1983-1993), después de una distinguida carrera militar en el Ejército Británico y en las Fuerzas de Defensa de Israel (IDF).

## Biografía

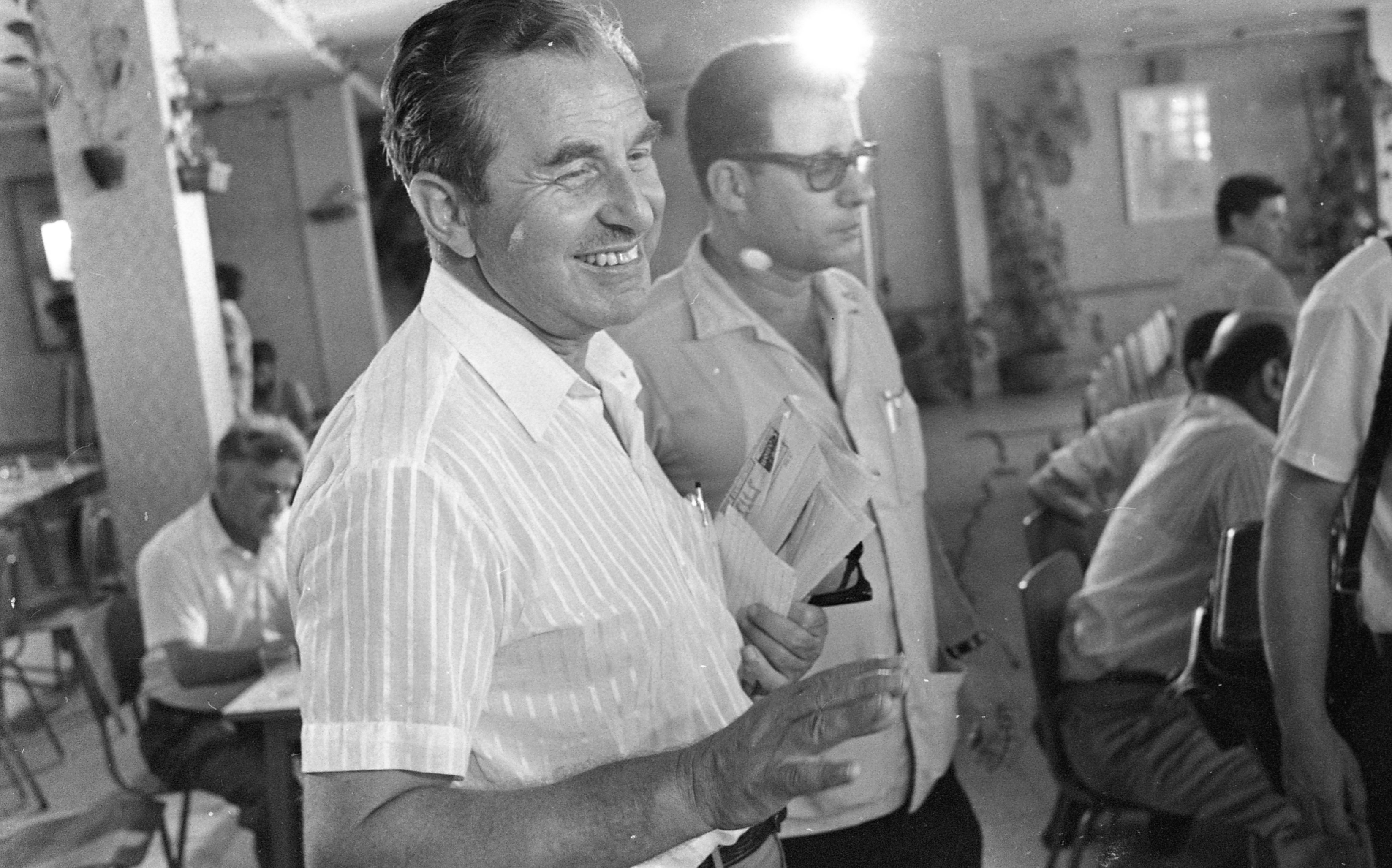
Convención del partido Rafi, agosto de 1969.

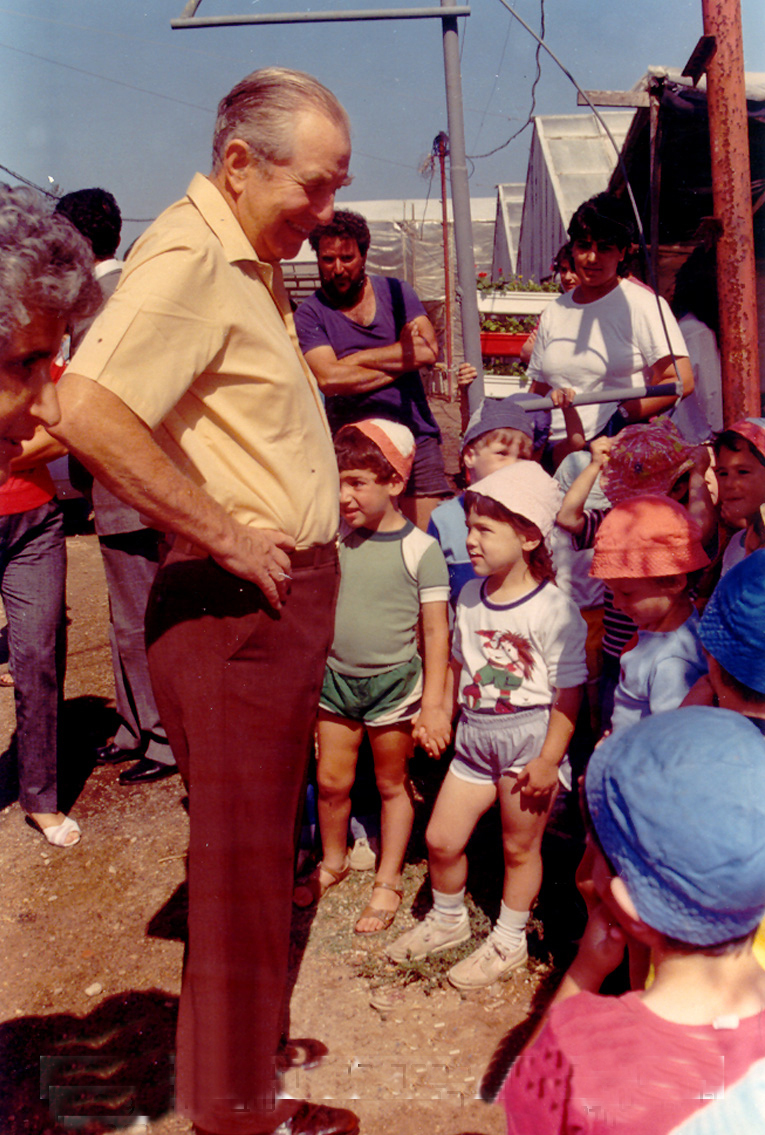
Herzog visitando Beit Yitzhak en 1985.

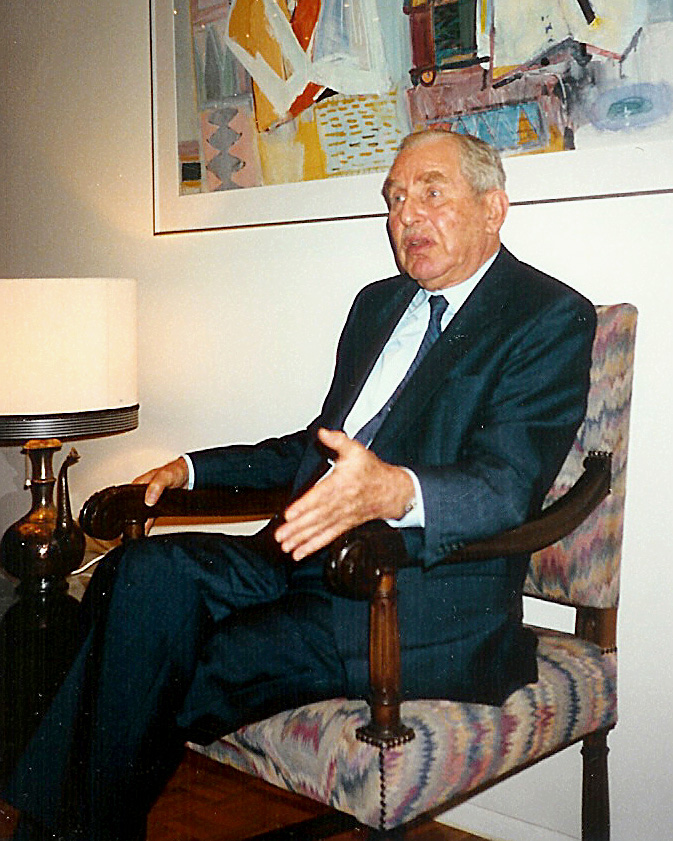
Herzog en sus últimos años.

Fue hijo del notable rabino Yitzjak Halevi Herzog, el principal rabino de Irlanda de 1919 a 1937 y posteriormente del Mandato Británico de Palestina e Israel, y de Sarah Hillman.
Se casó con Aura Ambache y fue cuñado del político Abba Eban, cuya esposa era Suzy Ambache. Tuvo tres hijos, uno de los cuales, Isaac Herzog, fue miembro de la Knéset desde 2006 y en junio de 2021 fue elegido por amplio margen (87 votos contra 27 votos) como 11.º presidente del Estado de Israel, convirtiéndose en el primer caso de un hijo de un presidente que asume el mismo cargo en ese país.
Estudió la escuela secundaria en el Wesley College de Dublín. Se graduó en derecho en la Escuela Universitaria de Londres y posteriormente trabajó de abogado en el Lincoln's Inn.
Emigró a Palestina en 1935, y prestó servicios en el grupo judío Haganá durante la revuelta árabe de 1936-38.
Se unió al ejército británico durante la Segunda Guerra Mundial, infiltrado principalmente en Alemania. Para el final de la guerra, se había convertido ya en jefe de la inteligencia en el norte de Alemania para los británicos, y participado en la liberación de varios campos de concentración.
Inmediatamente después de la guerra, emigró a Palestina para participar en la creación del estado judío. Después del plan de la ONU para la partición de Palestina de 1947 luchó en la guerra árabe-israelí de 1948, sirviendo como oficial en las batallas de Latrún.
En 1975, fue embajador de Israel en la Organización de las Naciones Unidas (ONU). Durante el tiempo que ocupó el cargo, en plena Guerra Fría, la Asamblea General de la ONU adoptó en 1975, por impulso de los países árabes, y con el apoyo del bloque soviético y del no alineado, la resolución 3379, de carácter declarativo y no vinculante, que consideraba al sionismo como una forma de racismo y lo hacía equiparable al apartheid sudafricano (72 votos a favor, 35 en contra y 32 abstenciones). La alineación de los países árabes, socialistas y de aquellos pertenecientes al Movimiento de Países No Alineados respondía a la lógica de la confrontación bipolar de la Guerra Fría. Dicho voto en bloque producía una mayoría en la ONU que se organizó para condenar sistemáticamente a Israel en resoluciones como las: 3089, 3210, la 3236, la 32/40, etc. Herzog se aproximó a los representantes de Estados Unidos para intentar negociar, pero tendría que pasar un tiempo más para que se diera marcha atrás a la resolución en 1991.
Por otro lado, la resolución también debe leerse a la luz de las políticas del llamado Tercermundismo promovida por figuras políticas como el presidente mexicano Luis Echeverría. Éste, en un cálculo político, utilizó la Conferencia Mundial del Año Internacional de la Mujer como una plataforma para proyectar su propia figura como miembro destacado del Movimiento de Países No Alineados y buscando la Secretaría General de las Naciones Unidas. Lo anterior produjo un boicot turístico de la comunidad judía estadounidense en contra de México que visibilizó conflictos internos y externos de las políticas de Echeverría.
En 1983 fue elegido sexto Presidente de Israel por la Knéset, venciendo al candidato conservador Menajem Elon. Sirvió en el cargo por dos veces consecutivas (el máximo permitido bajo las leyes de Israel de aquel entonces), retirándose de la vida política en 1993.

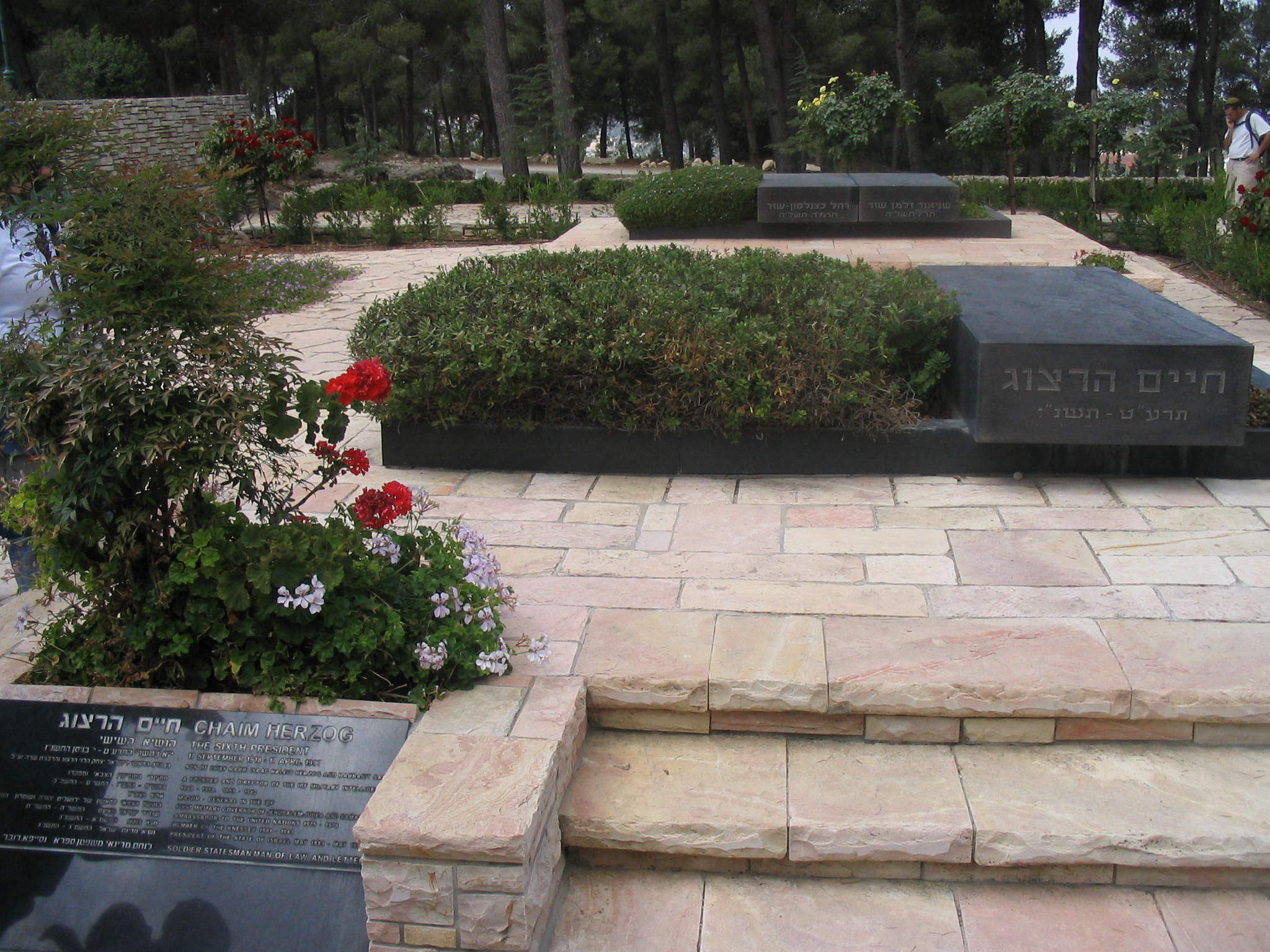
Sepultura de Herzog en el Monte Herzl.

Herzog también fue autor de varios libros sobre los acontecimientos históricos en los que participó: 
- War of Atonement: The Inside Story of the Yom Kippur War (1975) (hay traducción en español: La guerra del Yom Kippur, RBA, 2007)
- Who Stands Accused? : Israel Answers Its Critics (1978)
- The Arab-Israeli Wars: War and Peace in the Middle East (1982)
- Heroes of Israel: Profiles of Jewish Courage (1989).
- Battles of the Bible (1978), coautor con el historiador militar Mordejai Guijón.
- Living History: A Memoir (1996).

Falleció el 17 de abril de 1997, y descansa en el cementerio Monte Herzl, Jerusalén.